# Championnat des Seychelles de football 2019-2020
Navigation
Saison précédente Saison suivante
La saison 2019-2020 de Seypearl Premier League est la quarante-et-unième édition de la première division seychelloise. Les douze équipes engagées s'affrontent en matchs aller et retour au sein d'une poule unique. À la fin du championnat, le dernier du classement est relégué tandis que le onzième doit affronter le vice-champion de D2 en barrage de promotion-relégation.
C'est le club de Foresters Mont Fleuri FC qui remporte la compétition cette saison après avoir terminé en tête du classement final, avec un seul point d'avance sur un duo composé du tenant du titre, Côte d'Or FC et de La Passe FC. Il s'agit du premier titre de champion des Seychelles de l'histoire du club, qui réalise même le doublé en s'imposant en finale de la Coupe des Seychelles face à Côte d'Or.

## Les équipes participantes
- Anse Réunion FC
- Saint Michel United
- La Passe FC
- Light Stars FC
- Northern Dynamo
- Saint-Louis Suns FC
- Revengers FC
- Foresters Mont Fleuri FC
- Red Star Defence Forces
- Au Cap FC
- Côte d'Or FC
- Victoria City AC - Promu de D2

## Compétition

### Classement
Le classement est établi sur le barème de points classique (victoire à 3 points, match nul à 1, défaite à 0).
| Rang | Équipe                    | Pts | J  | G  | N | P  | Bp | Bc  | Diff |
| ---- | ------------------------- | --- | -- | -- | - | -- | -- | --- | ---- |
| 1    | Foresters Mont Fleuri FCC | 46  | 22 | 13 | 7 | 2  | 61 | 27  | +34  |
| 2    | Côte d'Or FCT             | 45  | 22 | 13 | 6 | 3  | 53 | 22  | +31  |
| 3    | La Passe FC               | 45  | 22 | 14 | 3 | 5  | 53 | 24  | +29  |
| 4    | Saint-Louis Suns FC       | 43  | 22 | 13 | 4 | 5  | 53 | 21  | +32  |
| 5    | Light Stars FC            | 39  | 22 | 12 | 3 | 7  | 52 | 21  | +31  |
| 6    | Saint Michel United       | 39  | 22 | 13 | 0 | 9  | 44 | 25  | +19  |
| 7    | Anse Réunion FC           | 32  | 22 | 9  | 5 | 8  | 36 | 30  | +6   |
| 8    | Northern Dynamo           | 28  | 22 | 8  | 4 | 10 | 35 | 32  | +3   |
| 9    | Red Star Defence Forces   | 26  | 22 | 8  | 2 | 12 | 54 | 44  | +10  |
| 10   | Revengers FC              | 24  | 22 | 7  | 3 | 12 | 27 | 58  | -31  |
| 11   | Au Cap FC                 | 4   | 22 | 1  | 1 | 20 | 17 | 107 | -90  |
| 12   | Victoria City ACP Exclu   | 3   | 22 | 1  | 0 | 21 | 7  | 81  | -74  |

| Légende : Qualifications et relégations | Légende : Qualifications et relégations                                                     |
| --------------------------------------- | ------------------------------------------------------------------------------------------- |
|                                         | Qualification pour la Ligue des champions de la CAF 2020-2021                               |
|                                         | Qualification pour la Coupe de la confédération 2019-2020                                   |
|                                         | Participation au barrage de promotion-relégation                                            |
|                                         | Relégation directe en deuxième division                                                     |
|                                         | T : Tenant du titre C : Vainqueur de la Coupe des Seychelles P : Promu de deuxième division |

- Le club de Victoria City est exclu du championnat après avoir déclaré forfait lors de la rencontre de la 5e journée face à Côte d'Or FC puis s'être retiré de la Coupe des Seychelles. Toutes les rencontres restant à disputer sont perdues sur tapis vert sur le score de 0-2.

### Barrage de promotion-relégation
Le 11e de Premier League affronte le vice-champion de Championship One pour déterminer le club disputant le championnat la saison prochaine. Le barrage se déroule sous forme d'un match unique.
| Équipe 1  | Résultat | Équipe 2              |
| --------- | -------- | --------------------- |
| Au Cap FC | 0 - 3    | (D2) Saint-John Bosco |

- Les deux clubs se maintiennent au sein de leur championnat respectif.

## Bilan de la saison
| Championnat des Seychelles de football 2019-2020 |                                      |
| Champion                                         | Foresters Mont Fleuri FC (1er titre) |
| Coupes et trophées                               |                                      |
| Vainqueur de la Coupe des Seychelles 2019-2020   | Foresters Mont Fleuri FC             |
| Qualifications continentales                     |                                      |
| Ligue des champions de la CAF 2020-2021          | Foresters Mont Fleuri FC             |
| Coupe de la confédération 2020-2021              | Côte d'Or FC                         |
| Promotions et relégations                        |                                      |
| Promus en Barclays First Division                | Real Maldives FC                     |
| Relégués en Division Two                         | Victoria City AC                     |